# Brasil Futebol Americano de 2017
A Brasil Futebol Americano de 2017, ou simplesmente BFA 2017, foi a segunda edição unificada do campeonato de futebol americano do Brasil correspondente à divisão de elite nacional em substituição à Superliga Nacional. Foi a primeira edição na qual a liga homônima dos clubes foi a organizadora da competição sob chancela da Confederação Brasileira de Futebol Americano (CBFA).
Sada Cruzeiro, recém promovido à elite, vence o João Pessoa Espectros e conquista o Brasil Bowl invicto.

## Fórmula de disputa
Os times estão divididos em quatro conferências: Sul, Sudeste, Centro-Oeste e Nordeste. Na Temporada Regular, só havendo confrontos entre times das mesmas conferências. Os mandos de campo dos Playoffs são sempre dos times com melhores campanhas.
A Conferência Sul com sete times no qual todos jogam troca todos. Os quatro melhores times avançam aos Playoffs, com o primeiro recebendo o quarto colocado e o segundo recebendo o terceiro. Os vencedores avançam para a final de conferência. O campeão da conferência enfrenta o campeão da Conferência Sudeste na Semifinal Nacional.
A Conferência Sudeste com dez times divididos em dois grupos: Oeste e Leste. Os times enfrentam os adversários dentro de seu próprio grupo e um time do outro grupo escolhido pelo critério de menor distância geográfica entre os times. O vencedor de cada grupo se classifica diretamente aos Playoffs, juntamente com os dois times de melhor campanha, independente do grupo. O vencedor do grupo de melhor campanha recebendo o quarto colocado e o outro vencedor de grupo recebendo o terceiro.
A Conferência Centro-Oeste com cinco times no qual todos jogam troca todos. Os quatro melhores times avançam aos Playoffs, com o primeiro recebendo o quarto colocado e o segundo recebendo o terceiro. Os vencedores avançam para a final de conferência. O campeão da conferência enfrenta o campeão da Conferência Nordeste na Semifinal Nacional.
Na Conferências Nordeste com oito times divididos em dois grupos: Norte e Sul. Os times enfrentam os adversários dentro de seu próprio grupo e três times do outro grupo. O vencedor de cada grupo se classifica diretamente aos Playoffs, juntamente com os dois times de melhor campanha, independente do grupo.  O vencedor do grupo de melhor campanha recebendo o quarto colocado e o outro vencedor de grupo recebendo o terceiro.
A pior equipe de cada conferência é rebaixada para a Liga Nacional de 2018 ou Liga Nordeste de 2018.
Os vencedores das Semifinais Nacionais fazem a grande final, o Brasil Bowl VIII, com a prioridade de mando de campo das conferências nesta ordem: Centro-Oeste, Sudeste, Sul e Nordeste.

### Critérios de desempate
Em caso de empate no número de vitórias, a classificação das equipes, dentro dos grupos, como também dentro de cada conferência se dará pelos seguintes critérios, na ordem abaixo:
a) No caso de empate entre duas equipes: vitória no confronto direto;
b) No caso de empate entre mais de duas equipes, ou caso duas equipes empatadas não tenham confronto direto para desempate:
1. Maior força de tabela (que é a porcentagem obtida da razão entre o número total de vitórias pelo número total de partidas disputadas, de todos os adversários enfrentados por ela, na temporada regular) entre as equipes empatadas;
2. Maior número de vitórias nos confrontos entre as equipes empatadas;
3. Maior saldo de pontos nos confrontos entre as equipes empatadas;
4. Sorteio

## Equipes participantes
Este torneio conta com a participação de 30 equipes em suas quatro conferências. Disputam 25 equipes que participaram da elite nacional, a Superliga Nacional de 2016, e as quatro equipes que garantiram acesso através da divisão de acesso, a Liga Nacional de 2016. A equipe do Vitória FA, atual Cavalaria 2 de Julho, que havia sido rebaixada em 2016 continua na competição neste ano, enquanto o Cabritos FA não participa. O Belo Horizonte Get Eagles, campeã da Liga Nacional de 2016, fez acordo com o Cruzeiro e passa a se chamar Sada Cruzeiro Futebol Americano. O Flamengo Futebol Americano passa a se chamar Flamengo Imperadores. O Vasco da Gama Patriotas encerra a parceria com o Vasco da Gama e passa a se chamar Patriotas FA. O América Bulls deixa a parceria com o América-RN e volta a se chamar Bulls Potiguares.
| Conferência Sul | Conferência Sudeste                                                                                    | Conferência Sudeste                                                                                           |
| --- | --- | --- |
| - Brown Spiders FA - Coritiba Crocodiles - Juventude FA - Paraná HP - Santa Maria Soldiers - São José Istepôs - Timbó Rex | Grupo Leste - Botafogo Reptiles - Lusa Lions - Minas Locomotiva - São Paulo Storm - Vila Velha Tritões | Grupo Oeste - Corinthians Steamrollers - Flamengo Imperadores - Patriotas FA - Sada Cruzeiro - Santos Tsunami |
| Conferência Centro-Oeste                                                                                                  | Conferência Nordeste                                                                                   | Conferência Nordeste                                                                                          |
| - Campo Grande Predadores - Cuiabá Arsenal - Goiânia Rednecks - Sinop Coyotes - Tubarões do Cerrado                       | Grupo Norte - Bulls Potiguares - Ceará Caçadores - UFERSA Petroleiros - Tropa Campina                  | Grupo Sul - Cavalaria 2 de Julho - João Pessoa Espectros - Recife Mariners - Recife Pirates                   |

## Classificação da Temporada Regular
Classificados para os Playoffs estão marcados em verde e em rosa o rebaixado à Liga Nacional de 2018.

### Conferência Sul
| Pos | Times                | V | E | D | PCT   | PF  | PS  | SP   |
| --- | -------------------- | - | - | - | ----- | --- | --- | ---- |
| 1   | Timbó Rex            | 6 | 0 | 0 | 1.000 | 169 | 35  | 134  |
| 2   | Santa Maria Soldiers | 5 | 0 | 1 | .833  | 124 | 47  | 77   |
| 3   | Paraná HP            | 4 | 0 | 2 | .667  | 101 | 78  | 23   |
| 4   | Coritiba Crocodiles  | 3 | 0 | 3 | .500  | 153 | 95  | 58   |
| 5   | São José Istepôs     | 2 | 0 | 4 | .333  | 61  | 115 | -54  |
| 6   | Juventude FA         | 1 | 0 | 5 | .167  | 37  | 158 | -121 |
| 7   | Brown Spiders FA     | 0 | 0 | 6 | .000  | 58  | 175 | -117 |

### Conferência Sudeste
O símbolo # indicada a classificação dentro da conferência.
Grupo Leste
| Pos | Times                 | V | E | D | PCT  | PF  | PS  | SP   |
| --- | --------------------- | - | - | - | ---- | --- | --- | ---- |
| 1   | Vila Velha Tritões #2 | 4 | 0 | 1 | .800 | 108 | 52  | 56   |
| 2   | Botafogo Reptiles #4  | 3 | 0 | 2 | .600 | 80  | 59  | 21   |
| 3   | Lusa Lions            | 3 | 0 | 2 | .600 | 142 | 48  | 94   |
| 4   | São Paulo Storm       | 3 | 0 | 2 | .600 | 38  | 76  | -38  |
| 5   | Minas Locomotiva      | 0 | 0 | 5 | .000 | 23  | 148 | -125 |

Grupo Oeste
| Pos | Times                    | V | E | D | PCT   | PF  | PS  | SP   |
| --- | ------------------------ | - | - | - | ----- | --- | --- | ---- |
| 1   | Sada Cruzeiro #1         | 5 | 0 | 0 | 1.000 | 216 | 7   | 209  |
| 2   | Patriotas FA #3          | 4 | 0 | 1 | .800  | 133 | 88  | 45   |
| 3   | Flamengo Imperadores     | 2 | 0 | 3 | .400  | 121 | 59  | 62   |
| 4   | Corinthians Steamrollers | 1 | 0 | 4 | .200  | 61  | 131 | -70  |
| 5   | Santos Tsunami[a]        | 0 | 0 | 5 | .000  | 0   | 247 | -247 |

### Conferência Centro-Oeste
| Pos | Times                   | V | E | D | PCT   | PF  | PS  | SP  |
| --- | ----------------------- | - | - | - | ----- | --- | --- | --- |
| 1   | Cuiabá Arsenal[b]       | 4 | 0 | 0 | 1.000 | 145 | 49  | 96  |
| 2   | Tubarões do Cerrado[b]  | 3 | 0 | 1 | .750  | 106 | 41  | 65  |
| 3   | Sinop Coyotes[b]        | 1 | 0 | 3 | .250  | 49  | 107 | -58 |
| 4   | Goiânia Rednecks[b]     | 1 | 0 | 3 | .250  | 59  | 115 | -56 |
| 5   | Campo Grande Predadores | 1 | 0 | 3 | .250  | 54  | 101 | -47 |

### Conferência Nordeste
O símbolo # indicada a classificação dentro da conferência.
Grupo Norte
| Pos | Times              | V | E | D | PCT  | PF  | PS  | SP   |
| --- | ------------------ | - | - | - | ---- | --- | --- | ---- |
| 1   | Ceará Caçadores #2 | 5 | 0 | 1 | .833 | 149 | 81  | 68   |
| 2   | UFERSA Petroleiros | 3 | 0 | 3 | .500 | 170 | 156 | 14   |
| 3   | Bulls Potiguares   | 1 | 0 | 5 | .167 | 113 | 161 | -48  |
| 4   | Tropa Campina      | 1 | 0 | 5 | .167 | 34  | 248 | -214 |

Grupo Sul
| Pos | Times                    | V | E | D | PCT   | PF  | PS  | SP   |
| --- | ------------------------ | - | - | - | ----- | --- | --- | ---- |
| 1   | João Pessoa Espectros #1 | 6 | 0 | 0 | 1.000 | 252 | 36  | 216  |
| 2   | Recife Mariners #3       | 4 | 0 | 2 | .667  | 223 | 66  | 157  |
| 3   | Cavalaria 2 de Julho #4  | 4 | 0 | 2 | .667  | 113 | 117 | -4   |
| 4   | Recife Pirates           | 0 | 0 | 6 | .000  | 46  | 235 | -189 |

## Playoffs
Em itálico, os times que possuem o mando de campo e em negrito os times classificados.
 Campeões de Conferência.
|  | Semifinal de Conferência | Semifinal de Conferência | Semifinal de Conferência |    |    | Final de Conferência  | Final de Conferência | Final de Conferência |  |  | Semifinal Nacional  | Semifinal Nacional | Semifinal Nacional |  |  | Brasil Bowl   | Brasil Bowl | Brasil Bowl |
|  |                          |                          |                          |    |    |                       |                      |                      |  |  |                     |                    |                    |  |  |               |             |             |
|  | 1                        | Timbó Rex                | 07                       |    |    |                       |                      |                      |  |  |                     |                    |                    |  |  |               |             |             |
|  | 4                        | Coritiba Crocodiles      | 10                       |    |    |                       |                      |                      |  |  |                     |                    |                    |  |  |               |             |             |
|  | 4                        | Coritiba Crocodiles      | 10                       |    |    | Coritiba Crocodiles   | 35                   |                      |  |  |                     |                    |                    |  |  |               |             |             |
|  |                          |                          |                          |    |    | Coritiba Crocodiles   | 35                   |                      |  |  |                     |                    |                    |  |  |               |             |             |
|  |                          |                          | Santa Maria Soldiers     | 06 |    |                       |                      |                      |  |  |                     |                    |                    |  |  |               |             |             |
|  | 2                        | Santa Maria Soldiers     | Santa Maria Soldiers     | 06 | 09 |                       |                      |                      |  |  |                     |                    |                    |  |  |               |             |             |
|  | 2                        | Santa Maria Soldiers     |                          |    | 09 |                       |                      |                      |  |  |                     |                    |                    |  |  |               |             |             |
|  | 3                        | Paraná HP                | 00                       |    |    |                       |                      |                      |  |  |                     |                    |                    |  |  |               |             |             |
|  | 3                        | Paraná HP                | 00                       |    |    |                       |                      |                      |  |  | Coritiba Crocodiles | 10                 |                    |  |  |               |             |             |
|  |                          |                          |                          |    |    |                       |                      |                      |  |  | Coritiba Crocodiles | 10                 |                    |  |  |               |             |             |
|  |                          |                          | Sada Cruzeiro            | 17 |    |                       |                      |                      |  |  |                     |                    |                    |  |  |               |             |             |
|  | 1                        | Sada Cruzeiro            | Sada Cruzeiro            | 17 | 33 |                       |                      |                      |  |  |                     |                    |                    |  |  |               |             |             |
|  | 1                        | Sada Cruzeiro            |                          |    | 33 |                       |                      |                      |  |  |                     |                    |                    |  |  |               |             |             |
|  | 4                        | Botafogo Reptiles        | 06                       |    |    |                       |                      |                      |  |  |                     |                    |                    |  |  |               |             |             |
|  | 4                        | Botafogo Reptiles        | 06                       |    |    | Sada Cruzeiro         | 21                   |                      |  |  |                     |                    |                    |  |  |               |             |             |
|  |                          |                          |                          |    |    | Sada Cruzeiro         | 21                   |                      |  |  |                     |                    |                    |  |  |               |             |             |
|  |                          |                          | Vila Velha Tritões       | 07 |    |                       |                      |                      |  |  |                     |                    |                    |  |  |               |             |             |
|  | 2                        | Vila Velha Tritões       | Vila Velha Tritões       | 07 | 21 |                       |                      |                      |  |  |                     |                    |                    |  |  |               |             |             |
|  | 2                        | Vila Velha Tritões       |                          |    | 21 |                       |                      |                      |  |  |                     |                    |                    |  |  |               |             |             |
|  | 3                        | Patriotas FA             | 07                       |    |    |                       |                      |                      |  |  |                     |                    |                    |  |  |               |             |             |
|  | 3                        | Patriotas FA             | 07                       |    |    |                       |                      |                      |  |  |                     |                    |                    |  |  | Sada Cruzeiro | 30          |             |
|  |                          |                          |                          |    |    |                       |                      |                      |  |  |                     |                    |                    |  |  | Sada Cruzeiro | 30          |             |
|  |                          |                          | João Pessoa Espectros    | 13 |    |                       |                      |                      |  |  |                     |                    |                    |  |  |               |             |             |
|  | 1                        | Cuiabá Arsenal           | João Pessoa Espectros    | 13 | 40 |                       |                      |                      |  |  |                     |                    |                    |  |  |               |             |             |
|  | 1                        | Cuiabá Arsenal           |                          |    | 40 |                       |                      |                      |  |  |                     |                    |                    |  |  |               |             |             |
|  | 4                        | Sinop Coyotes            | 12                       |    |    |                       |                      |                      |  |  |                     |                    |                    |  |  |               |             |             |
|  | 4                        | Sinop Coyotes            | 12                       |    |    | Cuiabá Arsenal        | 19                   |                      |  |  |                     |                    |                    |  |  |               |             |             |
|  |                          |                          |                          |    |    | Cuiabá Arsenal        | 19                   |                      |  |  |                     |                    |                    |  |  |               |             |             |
|  |                          |                          | Tubarões do Cerrado      | 10 |    |                       |                      |                      |  |  |                     |                    |                    |  |  |               |             |             |
|  | 2                        | Tubarões do Cerrado      | Tubarões do Cerrado      | 10 | 32 |                       |                      |                      |  |  |                     |                    |                    |  |  |               |             |             |
|  | 2                        | Tubarões do Cerrado      |                          |    | 32 |                       |                      |                      |  |  |                     |                    |                    |  |  |               |             |             |
|  | 3                        | Goiânia Rednecks         | 13                       |    |    |                       |                      |                      |  |  |                     |                    |                    |  |  |               |             |             |
|  | 3                        | Goiânia Rednecks         | 13                       |    |    |                       |                      |                      |  |  | Cuiabá Arsenal      | 21                 |                    |  |  |               |             |             |
|  |                          |                          |                          |    |    |                       |                      |                      |  |  | Cuiabá Arsenal      | 21                 |                    |  |  |               |             |             |
|  |                          |                          | João Pessoa Espectros    | 40 |    |                       |                      |                      |  |  |                     |                    |                    |  |  |               |             |             |
|  | 1                        | João Pessoa Espectros    | João Pessoa Espectros    | 40 | 33 |                       |                      |                      |  |  |                     |                    |                    |  |  |               |             |             |
|  | 1                        | João Pessoa Espectros    |                          |    | 33 |                       |                      |                      |  |  |                     |                    |                    |  |  |               |             |             |
|  | 4                        | Cavalaria 2 de Julho     | 02                       |    |    |                       |                      |                      |  |  |                     |                    |                    |  |  |               |             |             |
|  | 4                        | Cavalaria 2 de Julho     | 02                       |    |    | João Pessoa Espectros | 40                   |                      |  |  |                     |                    |                    |  |  |               |             |             |
|  |                          |                          |                          |    |    | João Pessoa Espectros | 40                   |                      |  |  |                     |                    |                    |  |  |               |             |             |
|  |                          |                          | Ceará Caçadores          | 00 |    |                       |                      |                      |  |  |                     |                    |                    |  |  |               |             |             |
|  | 2                        | Ceará Caçadores          | Ceará Caçadores          | 00 | 13 |                       |                      |                      |  |  |                     |                    |                    |  |  |               |             |             |
|  | 2                        | Ceará Caçadores          |                          |    | 13 |                       |                      |                      |  |  |                     |                    |                    |  |  |               |             |             |
|  | 3                        | Recife Mariners          | 07                       |    |    |                       |                      |                      |  |  |                     |                    |                    |  |  |               |             |             |

## Brasil Bowl VIII
| 10 de dezembro 17:00 UTC -2 | Relatório | Sada Cruzeiro | 30–13 | João Pessoa Espectros |  | Arena Independência, Belo Horizonte-MG |  |

## Premiações
| Brasil Bowl VIII                  |
| Minas Gerais                      |
| --------------------------------- |
| Sada Cruzeiro Campeão (1º título) |

| Conferência Sul                         |
| Paraná                                  |
| --------------------------------------- |
| Coritiba Crocodiles Campeão (7º título) |

| Conferência Sudeste               |
| Minas Gerais                      |
| --------------------------------- |
| Sada Cruzeiro Campeão (1º título) |

| Conferência Centro-Oeste           |
| Mato Grosso                        |
| ---------------------------------- |
| Cuiabá Arsenal Campeão (5º título) |

| Conferência Nordeste (Nordeste Bowl VIII) |
| Paraíba                                   |
| ----------------------------------------- |
| João Pessoa Espectros Campeão (8º título) |